# BOCKSCAR

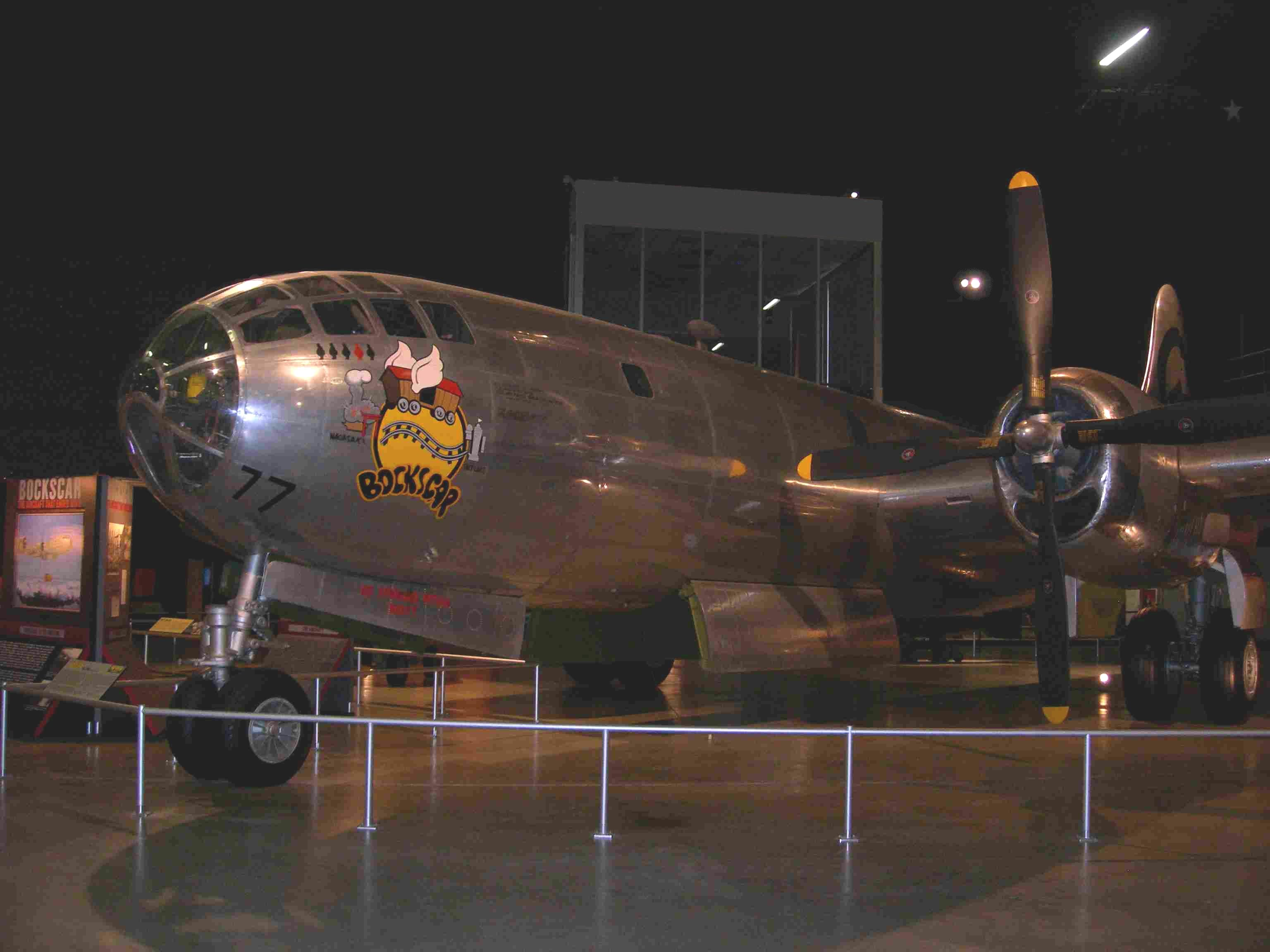
Il BOCKSCAR al museo dell'aviazione

BOCKSCAR (o anche Bock's Car o Bocks Car) è il bombardiere B-29 Superfortress (esemplare numero 44-27297) che sganciò "Fat Man", il nome dato alla seconda bomba atomica che colpì la città di Nagasaki, in Giappone, il 9 agosto 1945. Il giorno del lancio l'equipaggio non era quello abituale ma quello di un altro B-29, il "The Great Artiste", e al comando c'era il maggiore Charles W. Sweeney del Massachusetts.

## Storia

### Il bombardamento atomico
L'obiettivo primario era Kokura, ma quel giorno il cielo era oscurato dalle nuvole; dato che il comandante aveva l'ordine di sganciare in condizioni di massima visibilità, si dovette procedere verso l'obiettivo secondario, Nagasaki. Anche lì il cielo era nuvoloso, ma dato che il carburante stava rapidamente diminuendo e il maggiore Sweeney non voleva abbandonare la bomba in mare, si decise di procedere con un bombardamento radar. Ci fu però un'apertura abbastanza grande nelle nuvole da permettere l'identificazione a vista della città: la bomba fu lanciata a 3 o 4 miglia dal punto pianificato ed esplose a circa 400 metri di altezza. Questo causò un numero relativamente inferiore di vittime (40 000 persone) rispetto al bombardamento di Hiroshima, perché lo scoppio venne contenuto dalla valle Urakami.
Il B-29 non ebbe abbastanza carburante per tornare alla base di Tinian o di Iwo Jima e il comandante fu costretto a un atterraggio di emergenza nell'isola di Okinawa, praticamente senza carburante.
Prima del BOCKSCAR un altro B-29, l'Enola Gay, aveva sganciato il primo ordigno nucleare (usato in una missione di guerra) della storia sulla città di Hiroshima. Secondo le teorie dei comandi dell'United States Army Air Forces (USAAF), la distruzione delle due città avrebbe dovuto far capire ai giapponesi la volontà e la capacità americana di condurre questi attacchi fin quando avrebbero voluto.
Molti ritengono che i due bombardamenti atomici abbiano dato un grande impulso alla resa giapponese, ponendo definitivamente fine alla seconda guerra mondiale. Altri invece sostengono che i giapponesi stavano già organizzando la resa, chiedendo all'Unione Sovietica di intervenire come mediatore, e che i due bombardamenti, assolutamente disumani e immorali in quanto causa della morte di centinaia di migliaia di civili, ebbero il solo risultato di accelerare la resa.

### Il nome
Appena uscito dall'impianto di costruzione bombardieri Glenn L. Martin di Offutt Field Air Force Base di Bellevue (Nebraska), il velivolo fu consegnato alla United States Air Force il 19 marzo 1945, ed assegnato al capitano Frederick C. Bock e al suo equipaggio C-13; per questo motivo, gli fu dato il soprannome di Bock's car, ma il logo dipinto sulla fusoliera anteriore fu scritto in maiuscolo, tutto attaccato e senza l'apostrofo. Ad aprile dello stesso anno fu quindi inviato alla base militare di Wendover (Utah), mentre il 16 giugno raggiunse Tinian (Isole Marianne Settentrionali), avamposto americano dotato di pista lunga per le partenze dei B-29 per la Guerra del Pacifico, e rinominato col nome in codice di "Victor 77". Nelle notizie di cronaca immediatamente successive allo sgancio della bomba, vi fu confusione sul nome dell'aereo; la stampa infatti dichiarò frettolosamente che la seconda bomba fu sganciata invece dal Boeing B-29 Superfortress The Great Artiste, bombardiere guidato abitualmente dal team di Sweeney, mentre quest'ultimo velivolo, non ancora tecnicamente pronto per accogliere la bomba, fu semplicemente usato in affiancamento per le ricognizioni atmosferiche, e gli equipaggi dei due aerei si furono semplicemente scambiati.

### Destino post-bellico
Il Bocks Car fu ritirato dal servizio nel settembre 1946 e semi-abbandonato vicino a Tucson, in Arizona. Vi rimase fino al settembre del 1961, quando fu esposto al National Museum of the United States Air Force alla base aerea di Wright-Patterson vicino a Dayton (Ohio). Vicino all'aereo un cartello: "The aircraft that ended WWII" ("L'aereo che pose fine alla WWII").

## Equipaggio abituale
- Capitano Frederick C. Bock, comandante
- Tenente Hugh C. Ferguson, copilota
- Ten. Leonard A. Godfrey, navigatore
- Ten, Charles Levy, addetto al bombardamento
- Sergente maggiore Roderick F. Arnold, ingegnere di bordo
- Sgt. Ralph D. Belanger, assistente ingegnere di bordo
- Sgt. Ralph D. Curry, operatore radio
- Sgt. William C. Barney, operatore radar
- Sgt. Robert J. Stock, mitragliere di coda

## Equipaggio della missione "Fat Man"
- Maggiore Charles W. Sweeney, pilota
- Capitano James Van Pelt, navigatore
- Cap. Raymond "Kermit" Beahan, addetto al bombardamento
- Tenente Charles Donald Albury, copilota
- Sottotenente Fred Olivi, copilota
- Caporale Abe Spitzer, operatore radio
- Sergente maggiore John D. Kuharek, ingegnere di bordo
- Sgt. Raymond Gallagher, mitragliere, assistente ingegnere di bordo
- Sgt. Edward Buckley, operatore radar
- Sgt. Albert Dehart, mitragliere di coda

A bordo era presente anche personale della Marina:
- Cmdr Frederick L. Ashworth, addetto alla bomba
- Lt. Philip Barnes, assistente dell'ammiraglio
- Lt. Jacob Beser, addetto alle contromisure radio